# Élections sénatoriales de 1998 dans le Doubs
Les élections sénatoriales dans le Doubs ont eu lieu le dimanche 27 septembre 1998. 
Elles ont eu pour but d'élire les sénateurs représentant le département au Sénat pour un mandat de neuf années.

## Contexte départemental
Lors des élections sénatoriales du 24 septembre 1989 dans le Doubs, deux sénateurs RPR et un UDF-CDS ont été élus, Louis Souvet, Georges Gruillot et Jean Pourchet.
Depuis, tous les effectifs du collège électoral des grands électeurs ont été renouvelés, avec les élections législatives françaises de 1997, les élections régionales françaises de 1998, les élections cantonales de 1994 et 1998 et les élections municipales françaises de 1995.

## Sénateurs sortants
| Sénateur | Sénateur         | Parti | Fonctions lors de l'élection en 1989                                     |
| -------- | ---------------- | ----- | ------------------------------------------------------------------------ |
|          | Jean Pourchet    | UDF   | Sénateur sortant, conseiller général, maire de Maisons-du-Bois           |
|          | Louis Souvet     | RPR   | Sénateur sortant, président du Pays de Montbéliard, maire de Montbéliard |
|          | Georges Gruillot | RPR   | Sénateur sortant, président du conseil général, maire de Vercel          |

## Présentation des candidats
Les nouveaux représentants sont élus pour une législature de 9 ans au suffrage universel indirect par les 1495 grands électeurs du département. 
Dans le Doubs, les sénateurs sont élus au scrutin majoritaire à deux tours.
| Candidats | Candidats             | Parti | Principale fonction                                                               |
| --------- | --------------------- | ----- | --------------------------------------------------------------------------------- |
|           | Yves Adami            | PCF   | Adjoint au maire d'Audincourt                                                     |
|           | Anne-Marie Ménétrier  | PCF   | Conseiller municipal de Montbard                                                  |
|           | Gérard Schoenberg     | PCF   | Maire de Vennans                                                                  |
|           | Pierre Magnin-Feysot  | PS    | Conseiller régional, maire du Russey                                              |
|           | Jean-Marie Bart       | PS    | Conseiller général                                                                |
|           | Marcellin Baretje     | PS    | Conseiller municipal de Besançon                                                  |
|           | Yves Vola             | GÉ    |                                                                                   |
|           | José Paz              | GÉ    |                                                                                   |
|           | Jean-François Humbert | UDF   | Président du conseil régional, conseiller général                                 |
|           | Jean Pourchet         | UDF   | Sénateur sortant, maire de Maisons-du-Bois-Lièvremont                             |
|           | Roland Vuillaume      | RPR   | Député                                                                            |
|           | Louis Souvet          | RPR   | Sénateur sortant, président du Pays de Montbéliard, maire de Montbéliard          |
|           | Georges Gruillot      | RPR   | Sénateur sortant, président du conseil général, maire de Vercel-Villedieu-le-Camp |
|           | Pierre Milloz         | FN    | Conseiller régional                                                               |

## Résultats
| Candidat et parti politique | Candidat et parti politique | Candidat et parti politique | Premier tour | Premier tour | Second tour | Second tour |
| Candidat et parti politique | Candidat et parti politique | Candidat et parti politique | Voix         | %            | Voix        | %           |
| --------------------------- | --------------------------- | --------------------------- | ------------ | ------------ | ----------- | ----------- |
|                             | Louis Souvet                | RPR                         | 852          | 58,80        |             |             |
|                             | Georges Gruillot            | RPR                         | 821          | 56,66        |             |             |
|                             | Jean-François Humbert       | UDF                         | 592          | 40,86        | 827         | 58,36       |
|                             | Pierre Magnin-Feysot        | PS                          | 514          | 35,47        | 562         | 39,66       |
|                             | Jean-Marie Bart             | PS                          | 482          | 33,26        | Retrait     | Retrait     |
|                             | Marcellin Baretje           | PS                          | 465          | 32,09        | Retrait     | Retrait     |
|                             | Jean Pourchet               | UDF                         | 216          | 14,91        | Retrait     | Retrait     |
|                             | Roland Vuillaume            | RPR                         | 67           | 4,62         | Retrait     | Retrait     |
|                             | Pierre Milloz               | FN                          | 52           | 3,59         | 27          | 1,91        |
|                             | Yves Adami                  | PCF                         | 33           | 2,28         | Retrait     | Retrait     |
|                             | Anne-Marie Ménétrier        | PCF                         | 30           | 2,07         | Retrait     | Retrait     |
|                             | Gérard Schoenberg           | PCF                         | 28           | 1,93         | Retrait     | Retrait     |
|                             | Yves Vola                   | GÉ                          | 8            | 0,55         | 1           | 0,07        |
|                             | José Paz                    | GÉ                          | 2            | 0,14         | Retrait     | Retrait     |
|                             |                             |                             |              |              |             |             |
| Inscrits                    | Inscrits                    | Inscrits                    | 1 495        | 100,00       | 1 495       | 100,00      |
| Abstentions                 | Abstentions                 | Abstentions                 | 9            | 0,60         | 10          | 0,67        |
| Votants                     | Votants                     | Votants                     | 1 486        | 99,40        | 1 485       | 99,33       |
| Blancs et nuls              | Blancs et nuls              | Blancs et nuls              | 37           | 2,49         | 68          | 4,58        |
| Exprimés                    | Exprimés                    | Exprimés                    | 1 449        | 97,51        | 1 417       | 95,42       |